# Carmen Nibigira
Carmen Nibigira (* 1978 in Burundi; † 16. November 2024 in Nairobi, Kenia) war eine burundische Reiseveranstalterin und Tourismusmanagerin. Im Januar 2014 wurde sie zur Generaldirektorin des Burundi National Tourism Office ernannt.

## Leben und Karriere
Nibigira machte 2005 einen Bachelorabschluss in International Travel Management an der University of Brighton im Vereinigten Königreich. Es folgte ein Masterabschluss in Tourism Destination Management am University College Birmingham. Sie promovierte zudem im Bereich Parks, Recreation, and Tourism Management an der Clemson University in den Vereinigten Staaten.
Von 2013 bis 2016 war sie als Chief Executive Officer der East African Tourism Platform (EATP), einer privaten Organisation für Tourismus in Ostafrika, tätig. Dabei trieb sie die Einführung des ersten einheitlichen Tourismusvisums in der Region für Kenia, Ruanda und Uganda voran. Sie leitete Tourismusprojekte und Reiseveranstaltungen in verschiedenen Ländern Ostafrikas, darunter insbesondere in Ruanda, Kenia, Uganda und Tansania. Im Januar 2014 wurde Nibigira zudem Generaldirektorin des Burundi National Tourism Office, der nationalen Tourismusbehörde Burundis. Nibigira war darüber hinaus Vorstandsmitglied des Akilah Institute for Women in Ruanda. Sie setzte sich auch allgemein für die Förderung von Frauen ein.
Nibigira starb nach einer Krankheit am 16. November 2024 im Alter von 46 Jahren in Nairobi, Kenia. Sie hinterließ zwei Söhne.

## Auszeichnungen
- Top 100 Influential Women in Travel 2017[1]
- African Women in Tourism Leadership Award 2018[8]